# Jujubinus striatus
Jujubinus striatus é uma espécie de molusco pertencente à família Trochidae.
A autoridade científica da espécie é Linnaeus, tendo sido descrita no ano de 1758.
Trata-se de uma espécie presente no território português, incluindo a zona económica exclusiva.

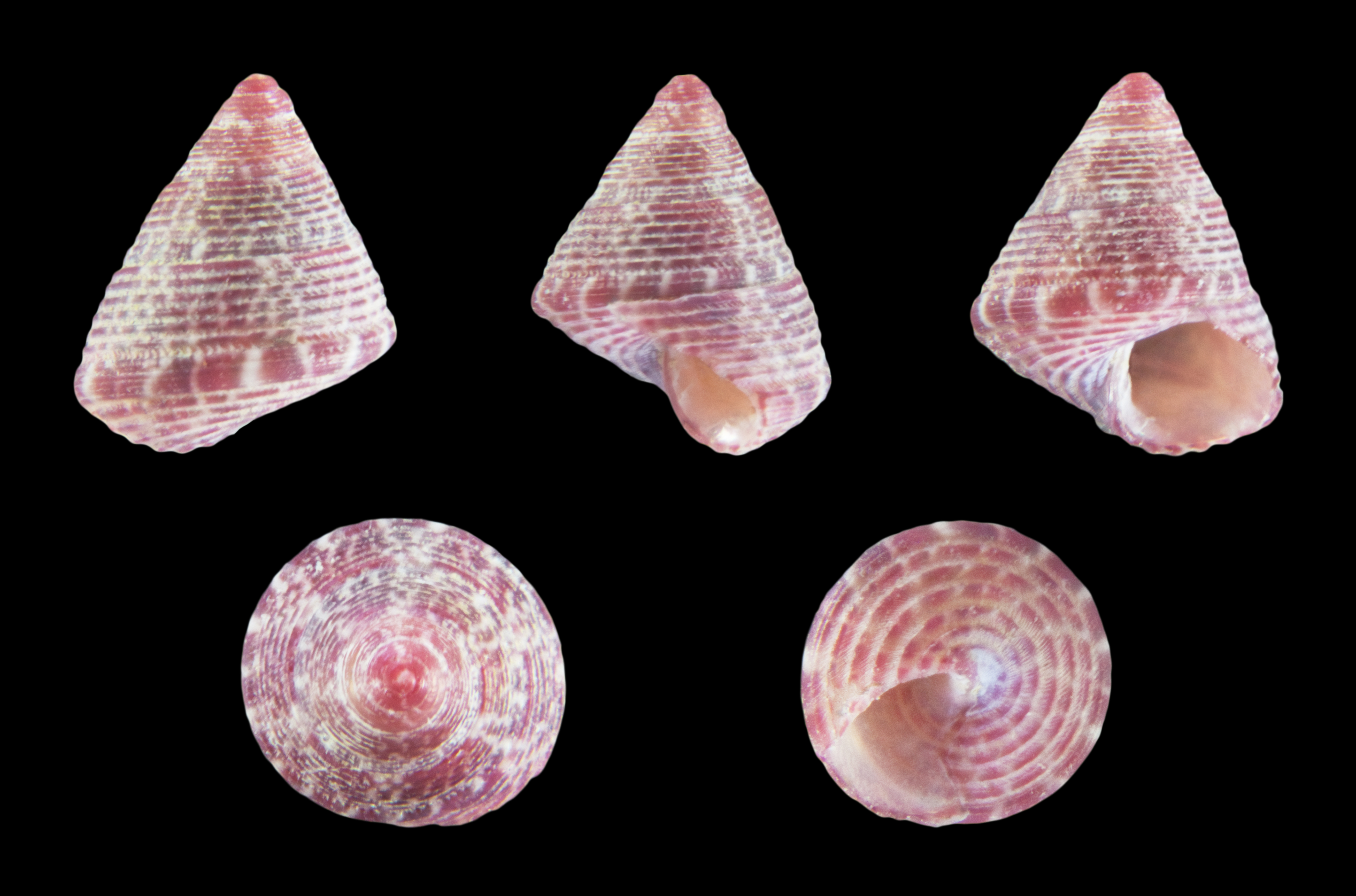
Jujubinus striatus depictus Deshayes, 1833
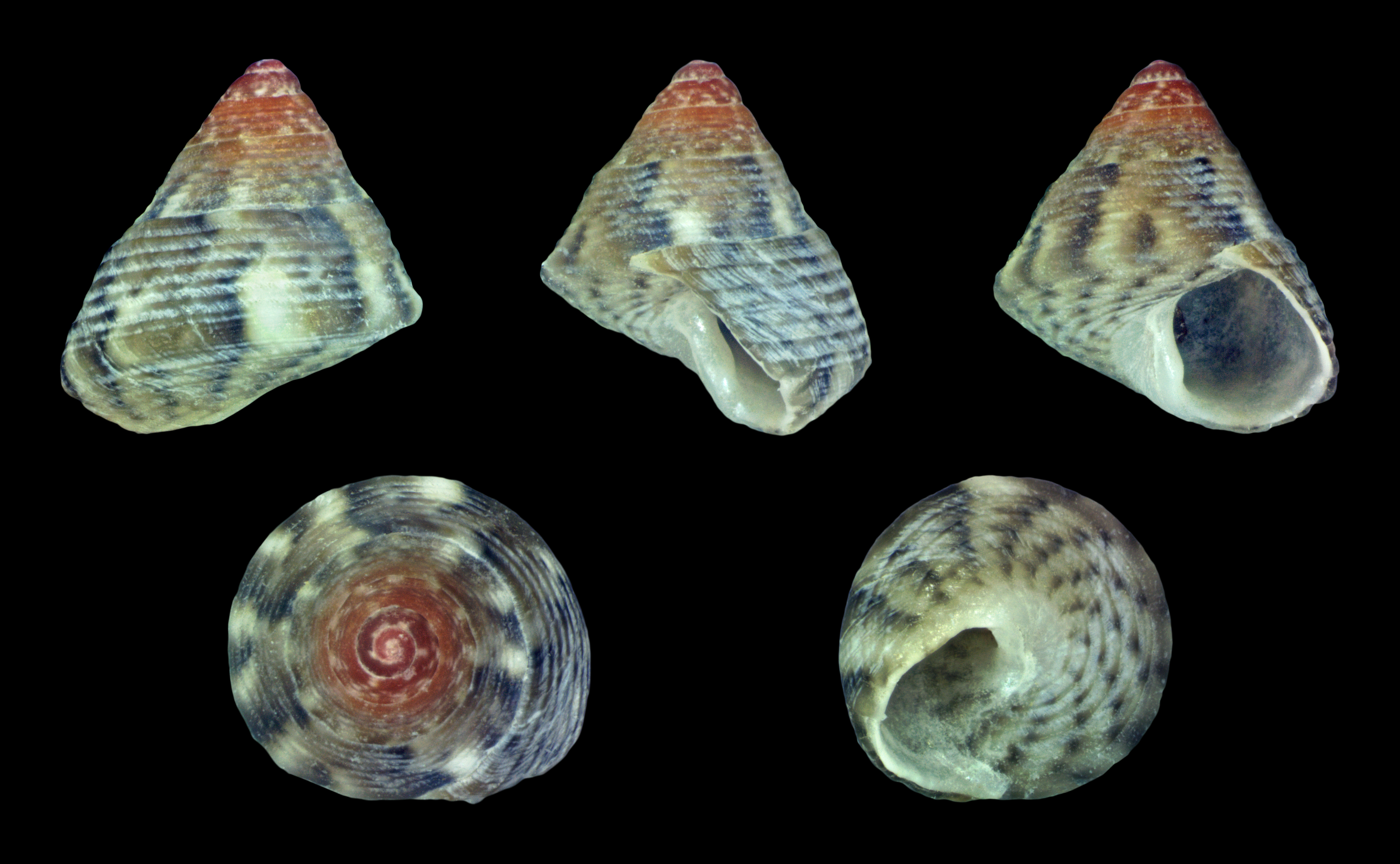
Jujubinus striatus smaragdinus (Dautzenberg, 1833)